# Moy Lin-shin
Moy Lin-shin (1931 in Taishan, Guangdong, China – 6 juni 1998, Toronto, Canada) was de oprichter van de International Taoist Tai Chi Society en enkele andere organisaties met, onder andere, als doel het lesgeven in de door hemzelf ontwikkelde Taoïstische Tai Chi vorm.
Als kind was hij niet gezond. Hij werd aangenomen in een klooster en, naar eigen zeggen, daar onderwezen in de leer van de Earlier Heaven Wu-chi sekte van de Taoïstische Hua Shan School. Zijn leven in deze school deed hem zijn gezondheid hervinden. Moy vertelde dat hij er de religieuze en filosofische aspecten van het Taoïsme bestudeerd had, en dat hij zich verdiept had in Chinese vechtsporten (zoals Hsing I Ch'uan, Lok Hup Ba Fa, en Baguazhang) en het op gezondheid gerichte Chi Kung.
Moy vluchtte voor de communisten van China naar Hongkong in 1948 of 1949. Hij voegde zich aldaar bij het Yuen Yuen Instituut, een instelling die zich bezighoudt met religieus onderwijs zoals taoïsme, confucianisme, en boeddhisme, en werd, naar eigen zeggen, als monnik ingewijd.
Een van de belangrijkste leraren van Moy was Leung Jee-peng (Liang Tzu-peng) (1900-1974), zijn leraar van Lok Hup Ba Fa en andere vechtkunsten. Peng gaf les aan de Ching Wu Martial Arts Academy in Shanghai. In Hongkong trainde Moy met Sun Dit, een collega-student van Liang Tzu-peng, die zich bekwaamd had in Hsing I Ch'uan en Pushing Hands.
Moy verhuisde in 1970 naar Toronto, Canada waar hij in 1990 de International Taoist Tai Chi Society (道教太極拳社) oprichtte met, onder andere, als doel het lesgeven in een door hemzelf ontwikkelde vorm van Tai Chi die hij Taoïstische Tai Chi noemde. Deze vorm van Tai Chi werd door Moy ontwikkeld uit de Yang stijl van Tai Chi Chuan maar heeft nauwelijks meer kenmerken en referentiepunten van deze klassieke Tai Chi vorm. Hij richtte ook enige andere organisaties op met als doel Taoïstische religie en filosofie te verspreiden, zoals het Fung Loy Kok Institute of Taoism en de Gei Pang Lok Hup Academy.